# Incompatible Timesharing System
ITS, acronimo per Incompatible Timesharing System (sistema timesharing incompatibile), era uno dei primi sistemi operativi Time sharing del MIT. Fu sviluppato principalmente al laboratorio di intelligenza artificiale del MIT, con aiuti da parte del Progetto MAC.
Fu il primo sistema con pieno accesso condiviso ai file fra computer, il primo con I/O indipendente dal terminale usato, oltre che a numerose altre significative innovazioni.
Insieme ad altre innumerevoli stranezze, il suo interprete di comandi di alto livello era un debugger e il suo editor principale era TECO, programmabile anch'esso in maniera altrettanto particolare.
ITS fu sviluppato sui mainframe PDP-6 e PDP-10 della Digital Equipment Corporation (DEC).
ITS fu prodotto da persone che non accettavano la direzione dello sviluppo presa con Multics; il nome deriva da un hack sul nome del sistema CTSS (Compatible Time-Sharing System, sistema compatibile timesharing).